# 맨발로 뛰어라 (드라마)
《맨발로 뛰어라》는 1998년 8월 17일부터 1998년 9월 8일까지 방영된 문화방송 월화드라마이다.

## 출연진
- 이훈 : 나영단 역
- 이민영 : 강현지 역
- 추상미 : 최체리 역
- 박용우
- 이상우 : 성동삼 역
- 김지영 : 나채단 역
- 강남길 : 나설찬 역
- 최성국 : 윤재 역
- 조미령
- 주현
- 양희경
- 엄유신
- 주용만
- 신귀식
- 조형기
- 차승원 : 박 실장 역
- 윤현숙
- 이성용
- 문예지
- 김각중
- 손동운
- 조성숙
- 강수영
- 이명숙
- 송영웅
- 손원일
- 정수형
- 최세한
- 김정국
- 이재훈
- 이지희
- 서지연